# Liste der Beiträge für den besten fremdsprachigen Film für die Oscarverleihung 1958
Dies ist eine „Liste der Beiträge für die für den besten fremdsprachigen Film“ bei der 30. Oscar-Verleihung 1958.
Von 1948 bis 1956 wurde dieser Oscar als Spezialpreis beziehungsweise Ehrenoscar verliehen, erst ab 1957 wurde der Preisträger durch die Mitglieder der Academy aus einer Auswahl von fünf nominierten Filmen analog zu den anderen Kategorien gewählt.
Der Oscar für den besten fremdsprachigen Film zeichnet seit seiner Entstehung keine bestimmte Person aus, sondern geht an den zu ehrenden Film. Der Regisseur gewinnt persönlich keinen Oscar, nimmt diesen aber stellvertretend während der Preisverleihung in Empfang, obwohl es sich um eine Auszeichnung für das einreichende Land handelt. Die Länder werden von der Akademie aufgefordert ihren besten Film einzureichen, wobei nur ein Film für jedes Land als Vorschlag akzeptiert wird.
Insgesamt 12 Filme wurden bei der Akademie eingereicht. 
Griechenland, Indien, Mexiko, Norwegen und Taiwan reichten zum ersten Mal Vorschläge ein.
Die dänische Regisseurin Annelise Hovmand wurde als erste Frau in der Kategorie für ihren Film Sei lieb zu mir vorgeschlagen. 
Die Filme aus Frankreich, Indien, Italien, Norwegen und Westdeutschland wurden nominiert. Der Oscar ging an den italienischen Vorschlag Die Nächte der Cabiria, ein Drama über eine junge Prostituierte mit gebrochenem Herzen. 
Der mexikanische Dokumentarfilm Torero erhielt in dieser Kategorie keine Nominierung. Der Film wurde jedoch als Bester Dokumentarfilm nominiert. 

## Beiträge
| Land           | Deutscher Verleihtitel      | Sprache(n)  | Originaltitel                          | Regisseur(e)        | Ergebnis        |
| -------------- | --------------------------- | ----------- | -------------------------------------- | ------------------- | --------------- |
| Dänemark       | Sei lieb zu mir             | Dänisch     | Ingen tid til kærtegn                  | Annelise Hovmand    | Nicht nominiert |
| Frankreich     | Die Mausefalle              | Französisch | Porte des Lilas                        | René Clair          | Nominiert       |
| BR Deutschland | Nachts, wenn der Teufel kam | Deutsch     | Nachts, wenn der Teufel kam            | Robert Siodmak      | Nominiert       |
| Griechenland   | Lagune der sündigen Liebe   | Griechisch  | Η λίμνη των πόθων (I limni ton pothon) | Giorgos Zervos      | Nicht nominiert |
| Indien         | Mother India                | Hindi       | भारत माता (Bharat Mata)                   | Mehboob Khan        | Nominiert       |
| Italien        | Die Nächte der Cabiria      | Italienisch | Le Notti di Cabiria                    | Federico Fellini    | Gewonnen        |
| Japan          | Wilde Frau                  | Japanisch   | あらくれ (Arakure)                     | Naruse Mikio        | Nicht nominiert |
| Mexiko         | Torero                      | Spanisch    | Torero                                 | Carlos Velo         | Nicht nominiert |
| Norwegen       | Soweit die Kräfte reichen   | Norwegisch  | Ni Liv                                 | Arne Skouen         | Nominiert       |
| Schweden       | Das siebente Siegel         | Schwedisch  | Det Sjunde inseglet                    | Ingmar Bergman      | Nicht nominiert |
| Spanien        | Hauptstraße                 | Spanisch    | Calle Mayor                            | Juan Antonio Bardem | Nicht nominiert |
| Taiwan         | Amina                       | Mandarin    | 阿美娜 (Ah meina)                      | Yuan Congmei        | Nicht nominiert |